# Кобринське князівство

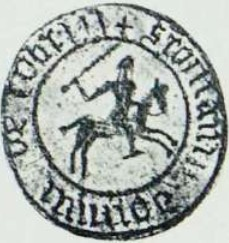
Печатка Кобринського князівства 1387-го року.

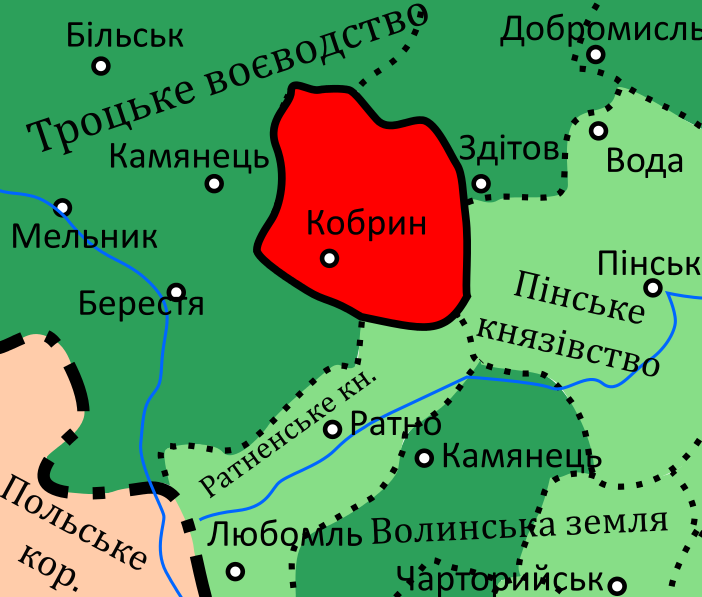
Кобринське князівство в XV ст.

Кобринське князівство — удільне князівство XIV–XVI ст.ст., залежне від Великого князівства Литовського, з центром у Кобрині.

## Виникнення князівства
Кобринська волость була розташована на півночі Волинської землі, і входила до складу Галицько-Волинської держави. У 1349 р. польський король Казимир III здійснив похід проти князя Волинського і Галицького Любарта-Дмитра і захопив значну частину його земель, в тому числі й Кобрин. Однак згодом Любарт за підтримки братів, зумів відвоювати більшість своїх володінь — Берестейщину, Підляшшя і Володимирську землю. Близько 1352 р. він надав Кобринську і Ратненську волості своєму племіннику Федору Ольгердовичу. Відтоді Кобринська земля стала окремим удільним князівством, залежним від Великого князя Литовського.

## Історія
Кобринським князівством володіли сини і онуки великого князя литовського Ольгерда. Першими кобринськими князями є Федір Ольгердович Ратненський, і його син, Роман Федорович. 1404 року права Романа на Кобрин підтвердив великий князь литовський Вітовт. У 1516 р. померла остання представниця кобринської династії, Анна Семенівна, Кобринське князівство було долучене до Підляського воєводства, а з 1566-го року до Берестейського.
В наші часи територія Кобринського князівства знаходиться у складі Республіки Білорусь. В етнографічному плані територія князівства належить до українського етнокультурного регіону Берестейщина.

## Князі
- Федір Ольгердович (1387—1394)[1]
- Роман Федорович (1394—1416)
- Семен Романович (1416—1455)
- Іван Семенович (1455—1491)
- Анна Семенівна (1491—1516)